# بطولة الأمم الخمس 1926
بطولة الأمم الخمس 1926 (بالإنجليزية: 1926 Five Nations Championship) هو الموسم 39 من بطولة الأمم الخمس. كان عدد الأندية المشاركة فيه 5، وفاز فيه منتخب إسكتلندا الوطني لاتحاد الرغبي، ومنتخب أيرلندا الوطني لاتحاد الرغبي.